# Saint-Pierre-d'Albigny

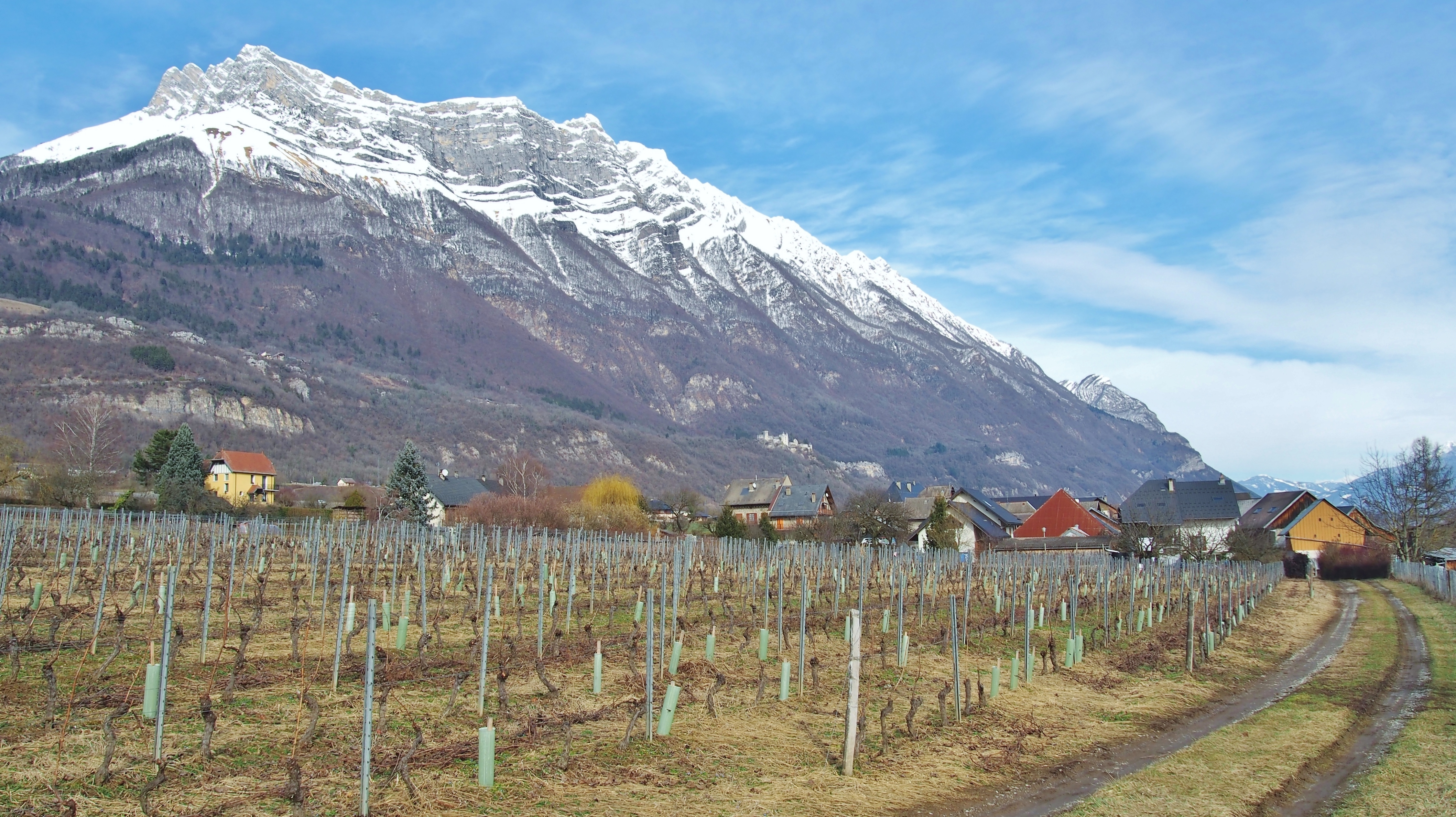
Vignobles, hameau de Pau et dent d'Arclusaz à Saint-Pierre-d'Albigny.

Saint-Pierre-d'Albigny est une commune française de la combe de Savoie, située dans le département de la Savoie en région Auvergne-Rhône-Alpes.

## Géographie

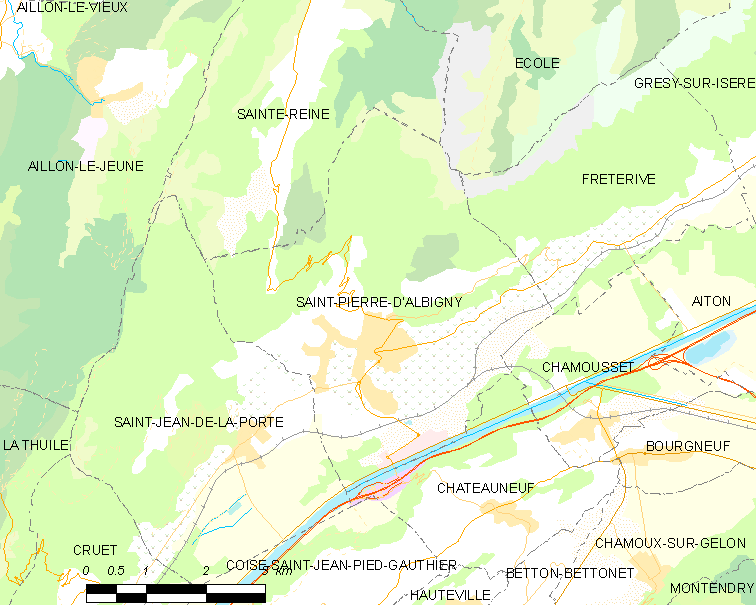
Plan du territoire de Saint-Pierre-d'Albigny et les communes limitrophes.

### Localisation
Saint-Pierre-d'Albigny se situe à 20 km d'Albertville et à 30 km de Chambéry.

### Géologie et relief
La superficie de la commune est de 1 846 hectares ; son altitude varie entre 275 et 2 037 mètres.

### Hydrographie
La commune est au confluent de l'Isère et de l'Arc, au pied de l'Arclusaz (2 041 m).

### Transports
- Gare de Saint-Pierre-d'Albigny.

## Urbanisme

### Typologie
Au 1er janvier 2024, Saint-Pierre-d'Albigny est catégorisée bourg rural, selon la nouvelle grille communale de densité à sept niveaux définie par l'Insee en 2022.
Elle appartient à l'unité urbaine de Saint-Pierre-d'Albigny, une agglomération intra-départementale regroupant deux  communes, dont elle est ville-centre,,. Par ailleurs la commune fait partie de l'aire d'attraction de Chambéry, dont elle est une commune de la couronne,. Cette aire, qui regroupe 115 communes, est catégorisée dans les aires de 200 000 à moins de 700 000 habitants,.

### Occupation des sols
L'occupation des sols de la commune, telle qu'elle ressort de la base de données européenne d’occupation biophysique des sols Corine Land Cover (CLC), est marquée par l'importance des forêts et milieux semi-naturels (49,6 % en 2018), une proportion sensiblement équivalente à celle de 1990 (49,5 %). La répartition détaillée en 2018 est la suivante : 
forêts (45,9 %), zones agricoles hétérogènes (15,6 %), cultures permanentes (14,3 %), zones urbanisées (9 %), terres arables (4,7 %), prairies (4,1 %), milieux à végétation arbustive et/ou herbacée (2,8 %), zones industrielles ou commerciales et réseaux de communication (1,3 %), eaux continentales (1,3 %), espaces ouverts, sans ou avec peu de végétation (0,9 %).
L'IGN met par ailleurs à disposition un outil en ligne permettant de comparer l’évolution dans le temps de l’occupation des sols de la commune (ou de territoires à des échelles différentes). Plusieurs époques sont accessibles sous forme de cartes ou photos aériennes : la carte de Cassini (XVIIIe siècle), la carte d'état-major (1820-1866) et la période actuelle (1950 à aujourd'hui).

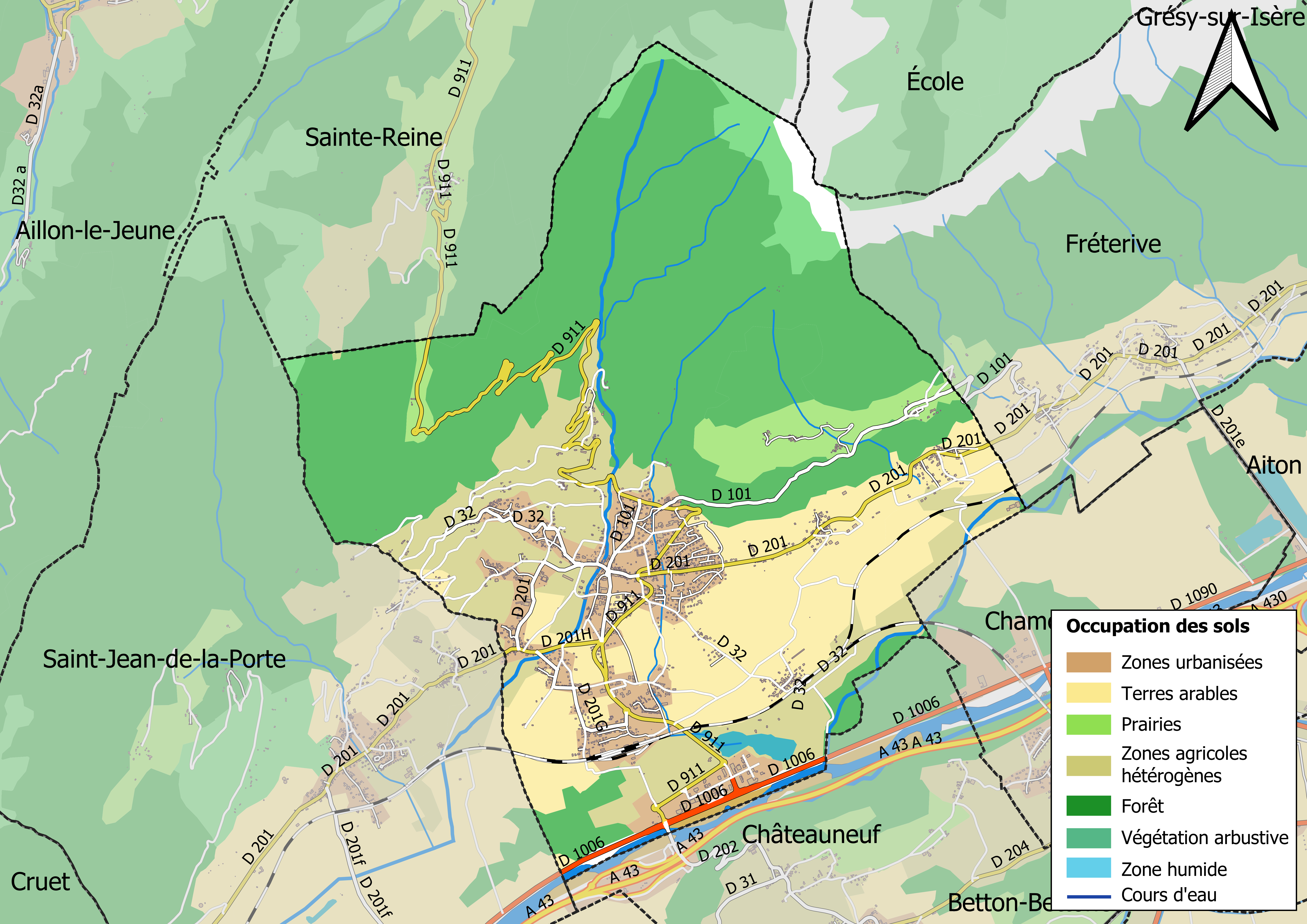
Carte des infrastructures et de l'occupation des sols en 2018 (CLC) de la commune.
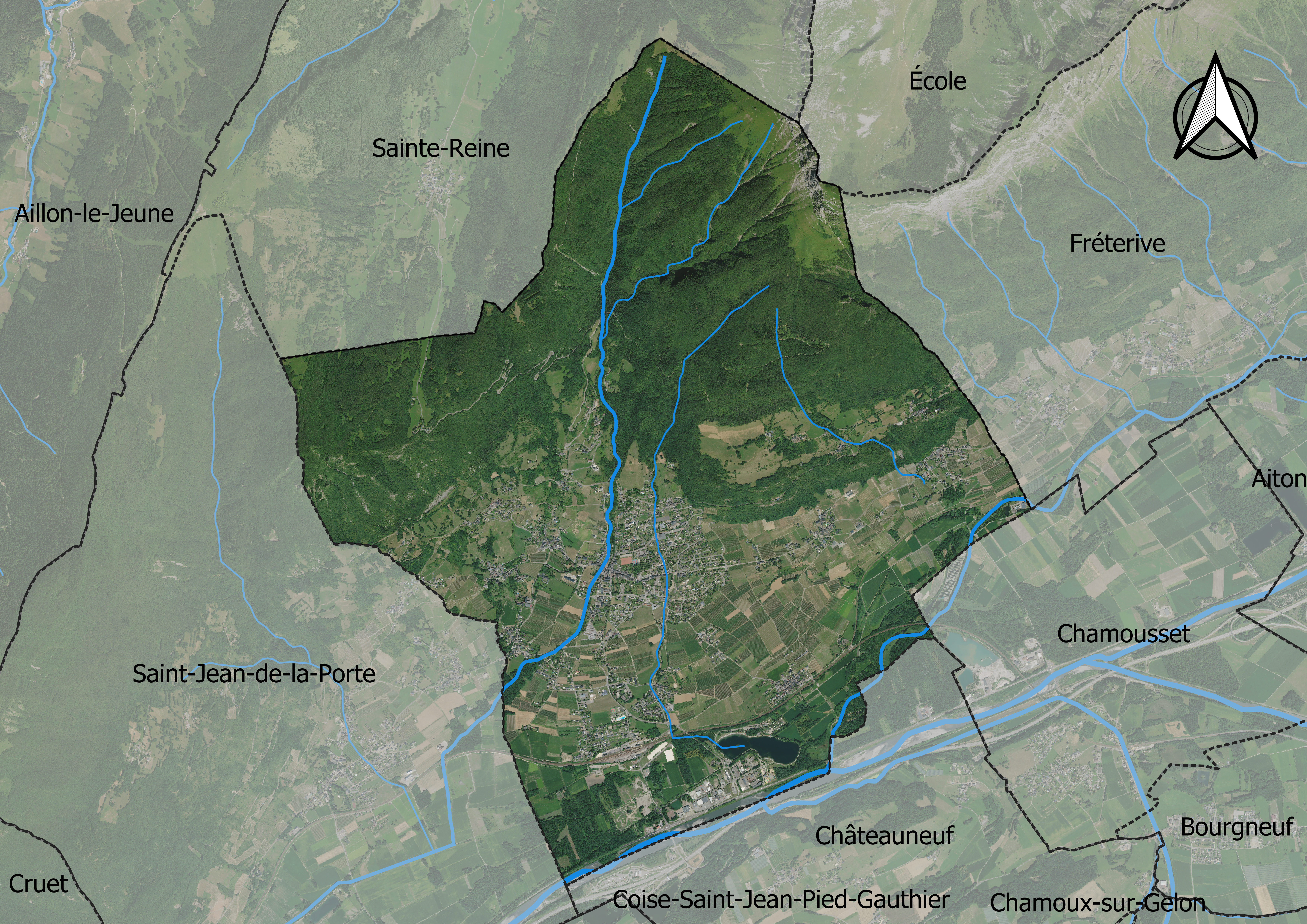
Carte orthophotogrammétrique de la commune.

## Toponymie
La plus ancienne mention de la paroisse est S. Petrus de Albiniaco, en 1488. Toutefois, le nom apparaîtrait dès 1015 dans cette transcription « in comitatu Savoigense... cortem in Albiniacum majorem cum ecclesia in honore sancti Pietri », ainsi que sous les formes Ecclesia Sancti Pietri, Decime de Sancto Petra de Albinneu (1134).
Le toponyme de Saint-Pierre-d'Albigny est composé du nom de l'apôtre Pierre, patron de la paroisse et associé au syntagme « -d'Albigny », afin de le distinguer d'autres communes portant le nom du saint,. Albigny renvoie à un hameau dont le nom est hérité d'un domaine gallo-romain Albiniacum,. Ce hameau est plus ancien que la paroisse de Saint-Pierre puisque les premières mentions remontent au XIe siècle avec in Albiniacum (1015). Au cours des siècles suivants, on retrouve dans les différents documents Albinneu (1134), Albiniaci (1251) ou encore Arbigniaco (1523).
La commune possède également un autre hameau qui a eu une importance dans l'histoire de la Savoie, Miolans, provenant du gaulois Mediolanon et qui désignerait non pas « plaine du milieu », mais signifierait « plein centre, centre sacré ». Le site de Meiolamun est mentionné le 21 février 1014 (1015, notre style), d'après le cartulaire de l'abbaye de Saint-André-le-Bas de Vienne,. On retrouve les formes suivantes au cours des siècles : de Miolano (1080), Mediolani, de Meolano (1081), in castro Mediolano (1083), Villa Meiolanis (1100), Miolano (1189), Myolanis (1214), Miolan (1218), Moylans (1224), Miolanum (1488),. Le toponyme s'attache à un château (voir ci-après) ainsi qu'à une famille seigneuriale, les Miolans.
En francoprovençal, le nom de la commune s'écrit Sè-Pyère, selon la graphie de Conflans.

## Histoire
Les premières traces humaines réellement constatées à Saint-Pierre-d'Albigny proviennent de l'âge du bronze, avec la découverte de deux poignards et d'une hache plate. À ces trois découvertes isolées, il est aussi rapporté la découverte d'une tombe en 1978.
Or, à celles-ci, il peut être ajouté deux suspicions de sites contemporains du précédent, peut-être plus anciens :
- l'abbé Félix Germain[18], en 1965 et 1968, parle d'un « meillan » qui se situerait au-dessus des Allues. Actuellement, ce lieu est recouvert de forêt et broussailles ;
- dans le même ouvrage, il reprend l'abbé François Gex qui rapporte, lui, la découverte accidentelle d'ossements dans une carrière, non loin de La Noiriat. Et ceci en relation avec une grotte qui abritait une Vierge. Lui-même décrivait que cette découverte aurait pu (en reprenant une controverse de l'époque) faire de Saint-Pierre un nouveau Glozel[19].

D'autres traces subsistent de l'époque romaine. Un site appelé Mantala correspond au pays de Saint-Pierre (cf. la carte de Peutinger). Là aussi, les hypothèses pour situer le site sont multiples : d'un site hors de la commune (sur Bourg-Evescal, à Saint-Jean-de-la-Porte), en passant par Albigny, le site du Château de Menjoux, Le Pêchet, voir Les Allues (ou un mixage de ces sites), il a toutefois été retrouvé des objets lors de la construction du collège des Frontailles. Reste que la commune était connue au XIXe siècle pour ses traces de l'occupation romaine. Et que le château de Miolans garde un pan intégré à un mur avec un appareillage dit « romain », dont l'antériorité reste à prouver. Toutefois, une pièce romaine et du matériel militaire y furent retrouvés.

## Politique et administration

### Administration municipale
Le nombre d'habitants au dernier recensement étant compris entre 3 500 et 4 999, le nombre de membres du conseil municipal est de 27.
La commune est membre de la Communauté de communes Cœur de Savoie. Le territoire du Cœur de Savoie regroupe une quarantaine de communes de la Combe de Savoie et du Val Gelon.

### Tendances politiques et résultats
Aux élections départementales de 2015, le maire Michel Bouvier, qui se présentait avec Josiane Bazin « sous la bannière socialiste » est battu dès le premier tour. Au second tour, c'est la liste « Divers droite » (Christiane Brunet et Olivier Thévenet) qui l'emporte avec 67,42 % des suffrages exprimés, face à la liste « FN » (Jacqueline Beauville et Jean-Marie Garcin).
|                                   | 1er score | 1er score                                                | 2e score | 2e score                                                    | Participation |
| Élections municipales de 2020     |           | 100 % pour Michel Bouvier (DVG)                          |          |                                                             | 31,82 %       |
| Élections départementales de 2015 |           | 76,22 % pour Christiane Brunet et Olivier Thevenet (DVD) |          | 23,78 % pour Jacqueline Beauville et Jean-Marie Garcin (RN) | 56,33 %       |
| Élections régionales de 2015      |           | 40,21 % pour Jean-Jack Queyranne (UG)                    |          | 32,79 % pour Laurent Wauquiez (UD)                          | 60,39 %       |
| Élections européennes de 2019     |           | 21,51 % pour Jordan Bardella (FN)                        |          | 20,18 % pour Nathalie Loiseau (LREM)                        | 51,78 %       |
| Élections législatives de 2017    |           | 61,83 % pour Patrick Mignola (MODEM)                     |          | 38,17 % pour Bernadette Laclais (DVG)                       | 37,77 %       |
| Élection présidentielle de 2017   |           | 63,44 % pour Emmanuel Macron (LREM)                      |          | 36,56 % pour Marine Le Pen (RN)                             | 78,67 %       |

### Liste des maires
| Période                                  | Période                        | Identité           | Étiquette            | Qualité |
| ---------------------------------------- | ------------------------------ | ------------------ | -------------------- | --- |
| 1805                                     | 1806                           | M. Sonnet          |                      | |
| Les données manquantes sont à compléter. |                                |                    |                      | |
| ?                                        | mai 1925                       | Joseph Chaisaz     | Rad.soc.             | Conseiller d'arrondissement |
| mai 1925                                 | octobre 1947                   | Joseph Delachenal  | Entente républicaine | Professeur de droit Député de la Savoie (1945 → 1958) Conseiller général de Saint-Pierre-d'Albigny (1907 → 1928 puis 1937 → 1940) |
| octobre 1947                             | mars 1971                      | Jean Delachenal    | RI                   | Avocat Député de la 1re circonscription de la Savoie (1958 → 1973) Conseiller général de Saint-Pierre-d'Albigny (1951 → 1976)     |
| Les données manquantes sont à compléter. |                                |                    |                      | |
| juin 1995                                | mars 2001                      | Michel Ménart      | PS puis DVG          | Médecin généraliste, ancien premier adjoint Conseiller général de Saint-Pierre-d'Albigny (1976 → 2001)                            |
| mars 2001                                | mars 2008                      | André Col          | DVG                  | |
| mars 2008                                | mars 2014                      | Jean-Michel Borgel | SE                   | Retraité |
| mars 2014                                | En cours (au 3 septembre 2020) | Michel Bouvier     | SE-DVG               | Retraité de la fonction publique territoriale                                                                                     |
| Les données manquantes sont à compléter. |                                |                    |                      | |

### Jumelages
| La commune a développé une association de jumelage avec : - Stetten im Remstal (Allemagne). |

## Population et société
Ses habitants sont appelés les Saint-Pierrain(e)s.

### Démographie
L'évolution du nombre d'habitants est connue à travers les recensements de la population effectués dans la commune depuis 1793. Pour les communes de moins de 10 000 habitants, une enquête de recensement portant sur toute la population est réalisée tous les cinq ans, les populations de référence des années intermédiaires étant quant à elles estimées par interpolation ou extrapolation. Pour la commune, le premier recensement exhaustif entrant dans le cadre du nouveau dispositif a été réalisé en 2005.

En 2022, la commune comptait 4 175 habitants, en évolution de +5,48 % par rapport à 2016 (Savoie : +3,63 %, France hors Mayotte : +2,11 %).
| 1793  | 1800  | 1806  | 1822  | 1838  | 1848  | 1858  | 1861  | 1866  |
| ----- | ----- | ----- | ----- | ----- | ----- | ----- | ----- | ----- |
| 2 640 | 2 737 | 2 875 | 3 406 | 3 498 | 3 437 | 3 288 | 3 142 | 3 240 |

| 1872  | 1876  | 1881  | 1886  | 1891  | 1896  | 1901  | 1906  | 1911  |
| ----- | ----- | ----- | ----- | ----- | ----- | ----- | ----- | ----- |
| 3 083 | 3 262 | 3 033 | 3 003 | 2 953 | 2 931 | 2 981 | 2 892 | 2 746 |

| 1921  | 1926  | 1931  | 1936  | 1946  | 1954  | 1962  | 1968  | 1975  |
| ----- | ----- | ----- | ----- | ----- | ----- | ----- | ----- | ----- |
| 2 215 | 2 283 | 2 149 | 2 235 | 2 293 | 2 208 | 2 355 | 2 494 | 2 518 |

| 1982  | 1990  | 1999  | 2005  | 2006  | 2010  | 2015  | 2020  | 2022  |
| ----- | ----- | ----- | ----- | ----- | ----- | ----- | ----- | ----- |
| 2 850 | 3 151 | 3 269 | 3 583 | 3 630 | 3 714 | 3 936 | 4 168 | 4 175 |

### Manifestations culturelles et festivités
Le lac de Carouge accueille tout au long de l'année des milliers de visiteurs qui viennent profiter d'un grand espace vert. La commune détient également un beau complexe sportif avec une piscine municipale, un stade de football, des courts de tennis ainsi qu'un city stade au cœur du quartier de la gare.
Chaque année, il est possible d'assister au feu d'artifice au lac de Carouge.
Chaque année, un triathlon est organisé début septembre autour du lac de Carouge, tous les niveaux sont présents.
La fête de la Sainte-Agathe
Chaque année, les 5 février, les jeunes femmes se rassemblent afin de célébrer la martyre. Une pâtisserie locale est donc préparée et partagée appelée ainsi « main de Sainte-Agathe ». Cette fête a été inscrite à l'inventaire du patrimoine culturel immatériel en France en 2019.

## Économie
La ville de Saint-Pierre-d'Albigny possède de nombreux commerces.
Le camping du lac de Carouge se trouve en contrebas de la commune. Il est situé à deux pas de la base de loisirs ou sont regroupées de nombreuses activités (baignade, sport nautiques, promenades à poney…).
La commune a été essentiellement agricole jusque dans les années 1960, avec une activité de petites et moyennes exploitations consacrées à la polyculture-élevage. Le nombre d'actifs agriculteurs est en forte régression. La viticulture semble maintenant être la principale activité primaire.
La commune fait partiellement partie de l'aire géographique de production et transformation du « Bois de Chartreuse », la première AOC de la filière Bois en France,.

## Culture locale et patrimoine

### Lieux et monuments

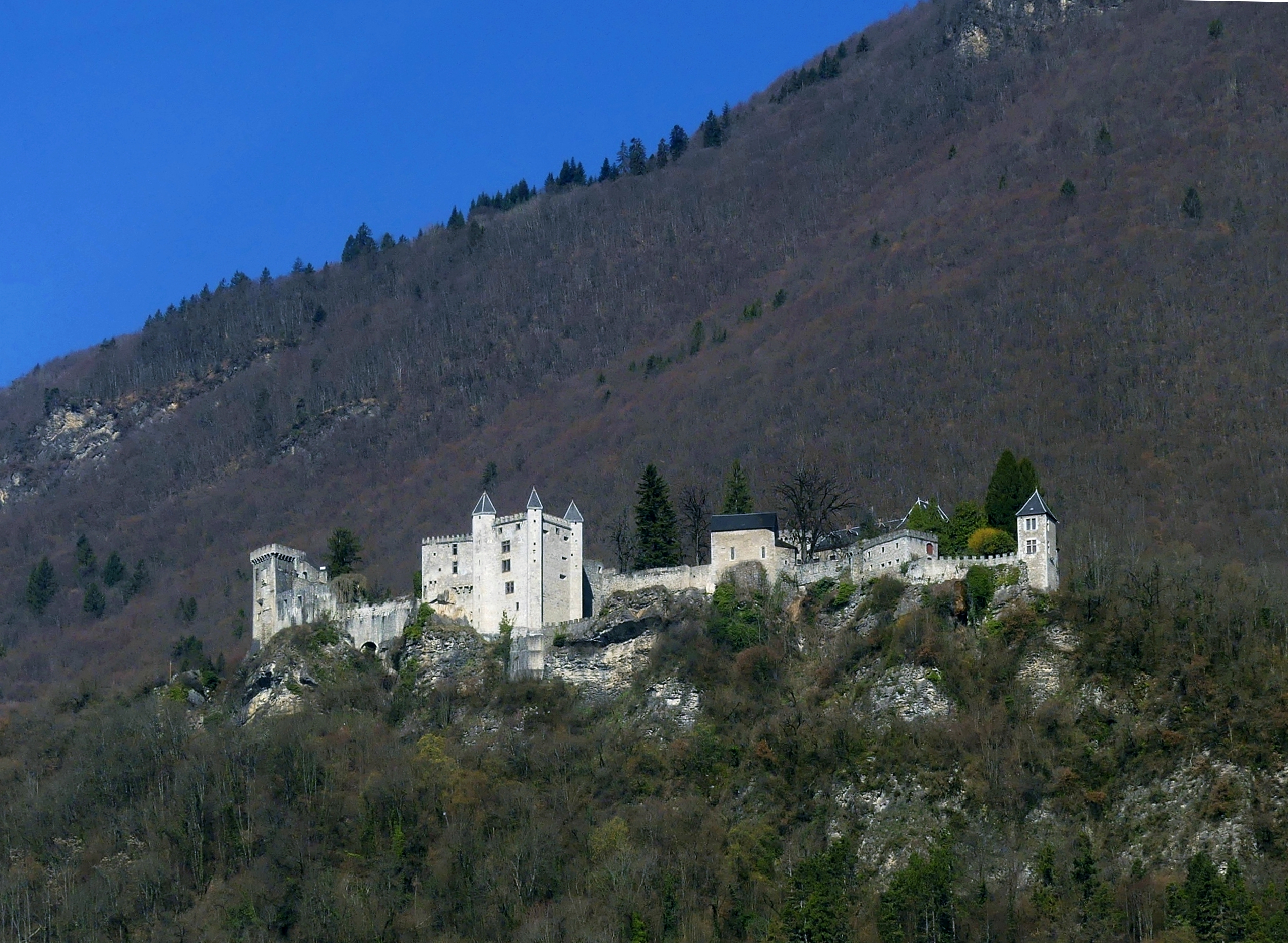
Le château de Miolans.

Le château de Miolans est un château fort, originellement fief des seigneurs de Miolans de l'an 1080 à 1593. C'est un chef-d'œuvre de l'architecture militaire qui, du fait de sa position stratégique, permettait le contrôle de toutes les routes en direction des cols de la vallée de la Tarentaise, de ceux de la vallée de la Maurienne, ainsi que des routes en provenance du Dauphiné et de la France, passant par la combe de Savoie. Puis le château devint la prison d'État de la Maison de Savoie jusqu'en 1792. Il offre une vue panoramique exceptionnelle, englobant le mont Blanc et Vercors.
La maison forte des Allues, édifiée au début du XVe siècle, par un membre de la famille de Lescheraine, restauré en 2004.
Le château de Menjoud, du XVIIe siècle, édifié par Mansart de 1670 à 1700, avec des jardins de Le Nôtre. Hortense Mancini, duchesse de Mazarin, vint y faire de nombreux séjours. Ce château est devenu le monastère des sœurs de la Visitation.
Autres :
- Le Caveau des Augustins.

### Personnalités liées à la commune
- Pierre Monod (1586-1644), jésuite et ambassadeur de la Savoie, enfermé à Miolans.
- Philibert Jean-Baptiste Curial (1774-1829), comte Curial, comte d'Empire, général de division, Grand-croix de la Légion d'honneur, chevalier du Saint-Esprit, commandeur de Saint-Louis, Pair de France, son nom est gravé sur l'Arc de Triomphe de l'Étoile (pilier est, 17e colonne). Sa descendance compte parmi les familles subsistantes de la noblesse d'Empire.
- Léon Brunier (1811-1875), décès dans la commune, avocat et homme politique français.
- Joseph Delachenal (1881-1970), avocat et homme politique français, installé dans la commune, maire de la commune et conseiller général du canton.
- Charles Bouvet (1914-2004), coureur cycliste mort à Saint-Pierre-d'Albigny.
- Jean Delachenal (1924-2018), natif, avocat et homme politique français, maire de la commune et conseiller général du canton.
- Thierry Repentin (1963-), natif, homme politique français.